# Анди Брекман
Анди Брекман (на английски: Andy Breckman) е създател и изпълнителен продуцент на телевизионния сериал „Монк“, излъчван по USA Network.

## Биография
Роден е в Пенсилвания, израства в Ню Джърси и се записва да учи в университета в Бостън, но се отказва още първата година и започва да пише комедии. Понастоящем живее в Ню Джърси със съпругата си, която е режисьор на документални филми.